# Атопаре, Сайлас
Сайлас Атопаре (англ. Silas Atopare; 1951, Горока — 16 сентября 2021, Горока) — государственный и политический деятель Папуа — Новой Гвинеи. С 20 ноября 1997 года по 20 ноября 2003 года занимал должность генерал-губернатора Папуа — Новой Гвинеи.

## Биография
Родился в Кабиуфе, недалеко от Горока на территории современной провинции Истерн-Хайлендс Папуа — Новой Гвинеи. Обучался в начальной школе Кабиуфа при Церкви адвентистов седьмого дня, а затем перешёл в среднюю школу адвентистов Камбубу в провинции Восточная Новая Британия. Всегда оставался прихожанином адвентистской церкви. В 1967 году поступил на работу в министерство сельского хозяйства и животноводства, а в 1974 году стал управляющим кофейной плантации. Увлечённый игрок в регби, сформировал команду Asaro Hawks, которая стала первой командой жителей Папуа — Новой Гвинеи в лиге регби Горока, состоящей в основном из экспатриантов.
В 1977 году, в возрасте 25 лет, был избран в национальный парламент Папуа — Новой Гвинеи от Горока, но не был переизбран в 1982 году. Впоследствии занимал множество должностей, в том числе был членом правления Air Niugini. В январе 1989 года был назначен первым председателем столичного управления Истерн-Хайлендс, созданного правительством провинции для управления предоставлением услуг в городе Горока (до 1992 года), в ходе которого город был восстановлен и стал лучше всего обслуживаемым административным центром в Папуа — Новой Гвинее. Также был председателем Show Society в Гороке. В 1991 году был назначен генеральным секретарём Ассоциации малых производителей кофе Папуа — Новой Гвинеи, а в 1997 году был назначен генерал-губернатором. В 1998 году был посвящён в рыцари ордена Святых Михаила и Георгия. Он должен был навести порядок, когда насилие и разногласия омрачили избирательный процесс в богатой нефтью и газом провинции Саутерн-Хайлендс Папуа — Новой Гвинеи. В 2008 году был назначен Великим главой Ордена Логоху.
Скончался в Гороке 16 сентября 2021 года во время празднования 46-го Дня независимости. Государственные похороны прошли в Порт-Морсби.